# CD Palestino
CD Palestino is een Chileense voetbalclub uit de hoofdstad Santiago, die in 1920 werd opgericht door een groep Palestijnse immigranten.
In 1952 werd de club kampioen in de tweede klasse en promoveerde voor de eerste keer naar de hoogste klasse. CD Palestino zou twee keer landskampioen worden, in 1955 en 1978. De club wist de finale van het Clausura 2008 te bereiken, waarin het verloor van kampioen Colo-Colo.

## Erelijst
Landskampioen: 1955, 1978
kampioen Segunda División: 1952, 1972
winnaar Copa Chile: 1975, 1977, 2018
finalist Copa Chile: 1985

## Trainer-coaches
- Manuel Pellegrini (1990-1992)
- Gustavo Cortés (1993)
- José Sulantay (1994)
- Elías Figueroa (1994-1995)
- Germán Cornejo (1995-1996)
- Orlando Aravena (1996)
- Jorge Aravena (1997)
- Juan Carlos Carotti (1998)
- Manuel Pellegrini (1998)

- Ricardo Dabrowski (1998-2001)
- Fernando Carvallo (2002)
- Daniel Salvador (2003)
- Nicola Hadwa (2004)
- Ricardo Toro (2004)
- Horacio Rivas (2004-2005)
- Fernando Carvallo (2005)
- Daniel Salvador (2006)
- Jaime Pizarro (2006-2007)

- Jaime Escobar (2007)
- Jorge Aravena (2007)
- Luis Musrri (2007-2009)
- Jorge Aravena (2009)
- Gustavo Benítez (2010)
- Daniel Carreño (2011-2012)
- Emiliano Astorga (2012-2014)